# Belejringen af Saguntum
Belejringen af Saguntum fandt sted i 219 f.Kr. mellem karthagerne og saguntinerne ved byen Saguntum, nær den moderne by Sagunto i Valencia-provinsen i Spanien. Slaget huskes hovedsageligt i dag, fordi det udløste en af antikkens vigtigste krige — den Anden Puniske Krig.

## Hannibal's plans
Efter at Hannibal blev øverstbefalende for den karthagiske hær i Iberia (i 221 f.Kr.) i en alder af 26 år, brugte han to år på at forfine sine planer og fuldføre sine forberedelser til at sikre magten i Middelhavsområdet. Romerne gjorde intet imod ham, selvom de modtog rigelig advarsel om Hannibals forberedelser og planer. Romerne gik endda så vidt som til at vende deres opmærksomhed mod illyrierne, der var begyndt at gøre oprør. På grund af dette reagerede romerne ikke, da de fik nyheden om, at Hannibal belejrede Saguntum. Erobringen af Saguntum var afgørende for Hannibals plan. Byen var en af de mest befæstede i området, og det ville have været et dårligt træk at lade en sådan højborg være i fjendens hænder. Hannibal havde også brug for krigsbytte for at betale sine lejesoldater, som hovedsageligt var fra Afrika og den Iberiske Halvø. Endelig kunne pengene bruges til at håndtere sine politiske modstandere i Karthago.

## Belejringen
Under Hannibals angreb på Saguntum led han nogle tab på grund af de omfattende befæstninger og saguntinernes sejre. Hannibals tropper stormede dog og ødelagde byens forsvar ét ad gangen. Hannibal blev endda alvorligt såret i låret af et spyd, og kampene blev standset i et par uger, mens han kom sig.
Saguntinerne vendte sig til Rom for at bede om hjælp, men ingen hjælp blev sendt. I 218 f.Kr. — efter at have udholdt otte måneders belejring — blev saguntinernes sidste forsvar endelig overrumplet. Hannibal tilbød at skåne befolkningen på betingelse af, at de var "villige til at forlade Saguntum, ubevæbnede, hver med to klæder". Da de afviste tilbuddet og begyndte at sabotere byens rigdom og ejendele, blev alle voksne dræbt.
Dette markerede begyndelsen på den Anden Puniske Krig. Hannibal havde nu en base, hvorfra han kunne forsyne sine styrker med mad og ekstra tropper.

## Efterspil
Efter belejringen forsøgte Hannibal at opnå støtte fra det karthagiske senat. Senatet (kontrolleret af en relativt pro-romersk fraktion ledet af Hanno den Store) var ofte ikke enig i Hannibals aggressive krigsførelse og gav ham aldrig fuld og ubetinget støtte. Selv da han var på randen af en absolut sejr, kun få km fra Rom. I denne episode var Hannibal dog i stand til at opnå begrænset støtte, hvilket tillod ham at flytte til Ny Karthago, hvor han samlede sine mænd og informerede dem om sine ambitiøse intentioner. Hannibal foretog kortvarigt en religiøs pilgrimsrejse, før han begyndte sin march mod Pyrenæerne, Alperne og Rom selv. Den næste fase af krigen var præget af ekstraordinære karthagiske sejre ved Trebia, Trasiminersøen og Slaget ved Cannae.

## Eftermæle
I slutningen af det 1. århundrede e.Kr. blev belejringen af Saguntum beskrevet meget detaljeret af den latinske forfatter Silius Italicus i hans episke digt "Punica". I hans vers skiller flere saguntinske ledere og helte sig ud (Sicoris, Murrus, Theron), samt en libysk kvindelig kriger, der kæmpede for Karthago (Asbyte), men meget få historikere giver fortællingen nogen troværdighed som historisk kilde.
I 1727 skrev den engelske dramatiker Philip Frowde en tragedie med titlen "The Fall of Saguntum", som var baseret på Silius' digt.
Death metal-bandet Ex Deo har en sang kaldet "Hispania (The Siege of Saguntum)" på deres album The Immortal Wars.